# Morwell, Victoria
Morwell là một thành phố ở trung tâm Gippsland trong bang Victoria, Úc. Đây là trung tâm năng lượng của bang, thung lũng Latrobe. Nó cũng là trung tâm hành chính của thành phố Latrobe. Thành phố có dân số người (năm 2010). Thành phố có cự ly cách thủ phủ bang Melbourne km.

## Khí hậu
Thành phố có khí hậu đại dương (phân loại khí hậu Köppen Cfb). Đêm ở Morwell thường lạnh hơn Melbourne khoảng 2 °C.
| Dữ liệu khí hậu của Morwell             | Dữ liệu khí hậu của Morwell | Dữ liệu khí hậu của Morwell | Dữ liệu khí hậu của Morwell | Dữ liệu khí hậu của Morwell | Dữ liệu khí hậu của Morwell | Dữ liệu khí hậu của Morwell | Dữ liệu khí hậu của Morwell | Dữ liệu khí hậu của Morwell | Dữ liệu khí hậu của Morwell | Dữ liệu khí hậu của Morwell | Dữ liệu khí hậu của Morwell | Dữ liệu khí hậu của Morwell | Dữ liệu khí hậu của Morwell |
| Tháng                                   | 1                           | 2                           | 3                           | 4                           | 5                           | 6                           | 7                           | 8                           | 9                           | 10                          | 11                          | 12                          | Năm                         |
| --------------------------------------- | --------------------------- | --------------------------- | --------------------------- | --------------------------- | --------------------------- | --------------------------- | --------------------------- | --------------------------- | --------------------------- | --------------------------- | --------------------------- | --------------------------- | --------------------------- |
| Cao kỉ lục °C (°F)                      | 45.1 (113.2)                | 46.3 (115.3)                | 40.4 (104.7)                | 35.0 (95.0)                 | 26.7 (80.1)                 | 23.5 (74.3)                 | 21.8 (71.2)                 | 26.8 (80.2)                 | 31.0 (87.8)                 | 35.1 (95.2)                 | 38.6 (101.5)                | 42.2 (108.0)                | 46.3 (115.3)                |
| Trung bình ngày tối đa °C (°F)          | 26.2 (79.2)                 | 26.5 (79.7)                 | 24.4 (75.9)                 | 20.5 (68.9)                 | 16.9 (62.4)                 | 14.2 (57.6)                 | 13.6 (56.5)                 | 14.9 (58.8)                 | 16.9 (62.4)                 | 19.3 (66.7)                 | 21.6 (70.9)                 | 24.0 (75.2)                 | 19.9 (67.8)                 |
| Tối thiểu trung bình ngày °C (°F)       | 12.5 (54.5)                 | 12.7 (54.9)                 | 11.1 (52.0)                 | 8.5 (47.3)                  | 6.6 (43.9)                  | 4.4 (39.9)                  | 3.7 (38.7)                  | 4.3 (39.7)                  | 5.8 (42.4)                  | 7.4 (45.3)                  | 9.4 (48.9)                  | 11.1 (52.0)                 | 8.1 (46.6)                  |
| Thấp kỉ lục °C (°F)                     | 1.8 (35.2)                  | 1.9 (35.4)                  | 1.9 (35.4)                  | −0.5 (31.1)                 | −2.6 (27.3)                 | −3.6 (25.5)                 | −4.8 (23.4)                 | −3.4 (25.9)                 | −2.1 (28.2)                 | −2.3 (27.9)                 | 0.6 (33.1)                  | 1.7 (35.1)                  | −4.8 (23.4)                 |
| Lượng Giáng thủy trung bình mm (inches) | 50.1 (1.97)                 | 39.2 (1.54)                 | 43.9 (1.73)                 | 57.1 (2.25)                 | 51.6 (2.03)                 | 58.4 (2.30)                 | 66.4 (2.61)                 | 62.9 (2.48)                 | 78.4 (3.09)                 | 72.8 (2.87)                 | 75.0 (2.95)                 | 68.6 (2.70)                 | 724.4 (28.52)               |
| Nguồn:                                  |                             |                             |                             |                             |                             |                             |                             |                             |                             |                             |                             |                             |                             |